# Mace (beatmaker)
Mace, pseudonimo di Simone Benussi (Milano, 9 luglio 1982), è un disc jockey, beatmaker e produttore discografico italiano.

## Biografia

### Primi anni
Mace entra nel mondo dell'hip hop sin dalla giovane età, appassionandosi inizialmente al writing e in seguito alla produzione di basi musicali. Dopo un periodo di gavetta stringe un sodalizio con l'MC milanese Jack the Smoker, dando vita al gruppo La Crème, il quale pubblica l'album L'alba nel 2003 attraverso la Vibrarecords. Il duo inizia a suonare in tutta Italia, con qualche comparsa anche in Svizzera, fino ad aprire il concerto di Ghostface Killah del Wu-Tang Clan al Rolling Stone di Milano.
Dopo il suo esordio inizia una lunga serie di collaborazioni con artisti di spicco dell'hip hop italiano, producendo brani per Kaos, Colle der Fomento, Mondo Marcio, Bassi Maestro, Clementino, DJ Enzo, Lord Bean, Vacca, Ghemon, Amir, Ape e Zampa, oltre al rapper statunitense Afu-Ra. Nel 2007 ha pubblicato l'album Tilt insieme all'MC milanese Blodi B, membro del collettivo Banhana Sapiens.

### I Reset!
Nel 2008 Mace si avvicina alla musica elettronica e fonda i Reset! insieme a Alex Trecarichi, Rocco Civitelli, Vincenzo Catanzaro e Matteo Ievolella. Le sonorità del gruppo sono state definite dalla critica specializzata come una fusione di funk, electro, house e hip hop. Nel corso della loro attività hanno pubblicato una serie di singoli ed EP attraverso etichette discografiche britanniche, australiane e giapponesi, oltre ad aver realizzato remix ufficiali per Fatboy Slim, Cassius, Robyn, Bingo Players, Audio Bullys e Mad Decent (etichetta fondata da Diplo).
Durante la prima metà degli anni duemiladieci il gruppo si è esibito in Asia, Australia, Ibiza, Regno Unito e Giappone.
Nel 2013 esce su Sony Music l'album di esordio Future Madness che include la partecipazione di numerosi artisti come Erick Sermon degli EPMD, Keith Murray, Guè, Emis Killa, Noyz Narcos, Clementino, Ensi, Ghemon, Francesco Sarcina e Paul King. Il disco è stato successivamente ristampato in Giappone con l'aggiunta di vari remix.

### Carriera solista

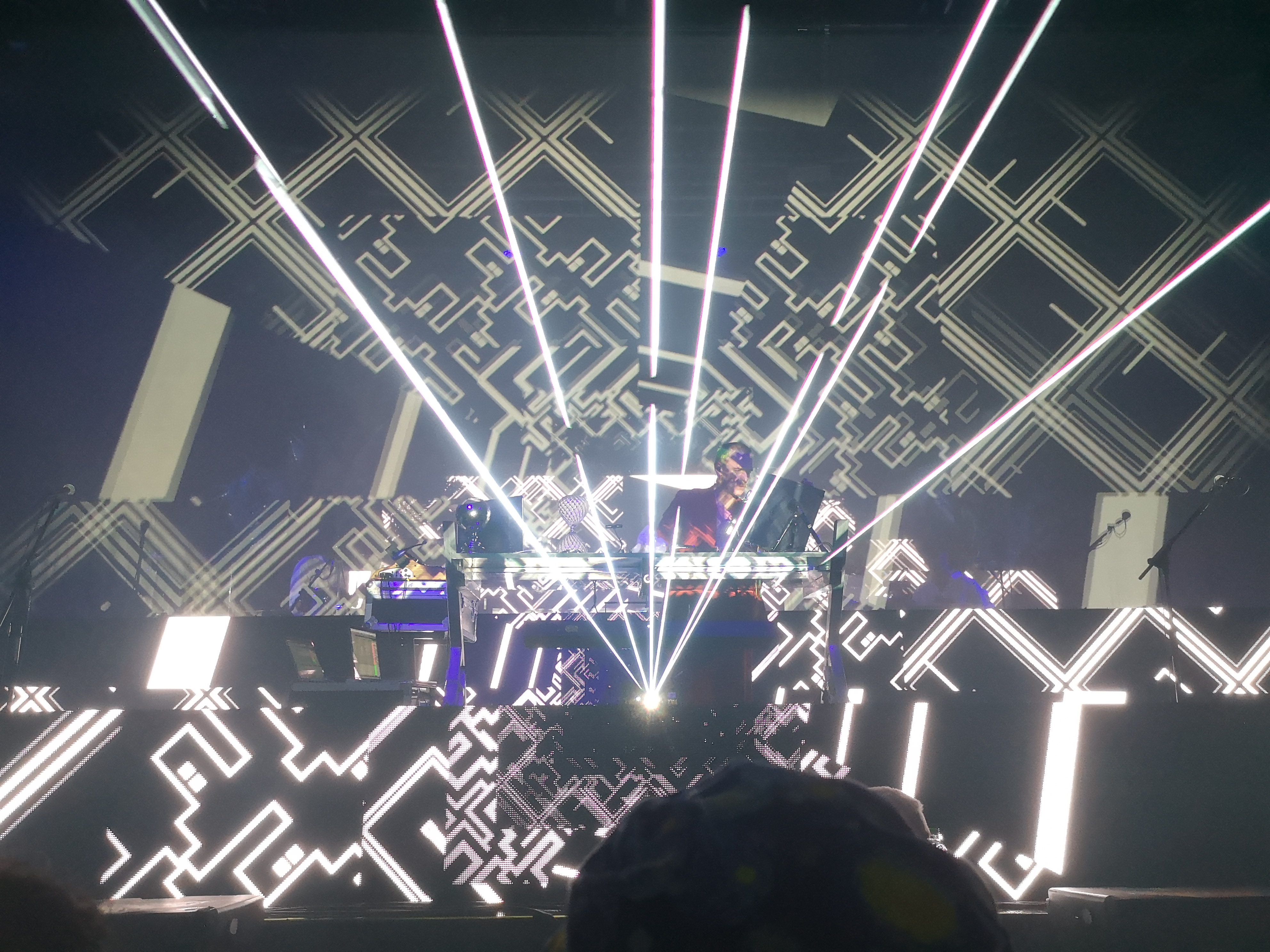
Mace in concerto a Milano, tappa dellOBE Live - An Out of Body Experience

Nel 2012 il musicista si avvicina al trap e a partire dal 2013 inizia a pubblicare i suoi primi singoli e EP da solista, prevalentemente su etichette statunitensi e britanniche, e a fare tour promozionali in Australia e Giappone. L'anno successivo ritorna a produrre basi musicali per vari rapper italiani, tra cui Marracash, Guè, Jake La Furia, Salmo, Noyz Narcos, Gemitaiz, MadMan, e Izi, per il quale realizza insieme a Shablo la base di Chic che viene certificato disco di platino.
Nel 2017 ha prodotto il singolo Pamplona di Fabri Fibra, in seguito certificato triplo disco di platino dalla FIMI. Tra il 2018 e il 2020 sono usciti i singoli Sindrome con Venerus, Immaginario con Colapesce, Non mi fido con Side Baby e gli Psicologi e Bianco/Gospel con Gemitaiz.
Nel 2020 ha annunciato la firma con la Island Records e pubblicato contemporaneamente il singolo Ragazzi della nebbia, in cui sono presenti Irama e gli FSK Satellite: esso ha svolto il ruolo di singolo apripista del suo album di debutto. Intitolato OBE, il disco è stato pubblicato il 5 febbraio 2021 e ha ottenuto un buon successo in Italia, debuttando in vetta alla Classifica FIMI Album; Il successo dell'album è stato reso possibile in special modo dal secondo singolo La canzone nostra (inciso con Blanco e Salmo), che ha dominato la Top Singoli per quattro settimane consecutive, venendo certificato disco d'oro. Dopo aver presentato il disco attraverso un evento trasmesso in streaming il 5 luglio 2021 presso l'Arco Triofante della Galleria Vittorio Emanuele II di Milano, Mace ha annunciato la tournée OBE Live - An Out of Body Experience, composta da sei date e svoltasi nel maggio 2022, durante la quale è stato accompagnato da vari musicisti.
Il 16 maggio 2022 ha annunciato l'uscita del secondo album Oltre, avvenuto il 27 dello stesso mese. Contrariamente a OBE gli undici brani in esso contenuti sono del tutto strumentali e presenta sonorità che si alternano tra elettronica e psichedelica.
Il 2024 ha visto l'uscita del terzo album Māyā, anticipato dai singoli Non mi riconosco (con Centomilacarie e Salmo) e Ruggine (con Chiello e Coez). Il disco, distribuito ad aprile, è stato promosso da una tournée che è culminata con un concerto al Forum di Milano nel mese di ottobre, dove hanno preso gran parte degli ospiti presenti nell'album.

## Discografia

### Album in studio
- 2007 – Tilt (con Blodi B)
- 2021 – OBE
- 2022 – Oltre
- 2024 – Māyā

### EP
- 2013 – Philly Love Affair EP
- 2015 – Love Songs EP
- 2016 – Purple EP

### Singoli
Come artista principale
- 2014 – Bubblegum (feat. Sasha Go Hard)
- 2015 – Xtasy Love (feat. Cdot Honcho)
- 2015 – Cinematic (feat. Eldrs)
- 2015 – Ghetto Gospel
- 2016 – Touch Me
- 2016 – Jungle (feat. Sofi de la Torre)
- 2016 – Underwater Love (con Eldrs feat. Lucid)
- 2019 – Immaginario (con Colapesce)
- 2019 – Non mi fido (con Side Baby e Psicologi)
- 2020 – Bianco/Gospel (con Gemitaiz)
- 2020 – Ragazzi della nebbia (con FSK Satellite e Irama)
- 2021 – La canzone nostra (con Blanco e Salmo)
- 2024 – Non mi riconosco (con Centomilacarie e Salmo)
- 2024 – Ruggine (con Chiello e Coez)
- 2024 – Fuoco di paglia (con Marco Mengoni, Frah Quintale e Gemitaiz)

Come artista ospite
- 2018 – Sindrome (Venerus feat. Mace)

## Produzioni
- 2002 – Jap feat. Zampa – Il lungo viaggio (da Questione di gusto)
- 2002 – Jap feat. Zampa – Verona (da Questione di gusto)
- 2002 – Jap – Il ritorno (da Questione di gusto)
- 2003 – La Crème – L'alba
- 2003 – Asher Kuno – Intro (sono pronto) (da The Fottamaker)
- 2003 – Asher Kuno – Scene di provincia (da The Fottamaker)
- 2003 – Asher Kuno – Passi falsi (da The Fottamaker)
- 2003 – Asher Kuno – Il mondo dei perché (da The Fottamaker)
- 2003 – Asher Kuno feat. Spregiudicati – Principi principianti (da The Fottamaker)
- 2003 – Asher Kuno – Stuntman (da The Fottamaker)
- 2003 – Asher Kuno feat. Duein, Mondo Marcio, Snake, Vacca, Bat, Gomez e Jack – Barre pt. 3 (da The Fottamaker)
- 2003 – Bassi Maestro – Smiling Faces (da Classe '73)
- 2004 – Bat feat. Rido, Kuno e Duein – Scelte (da Riprendiamoci tutto)
- 2004 – Bat – Sabotatori (da Riprendiamoci tutto)
- 2004 – Bat feat. Mista, Zampa, Jap e Mdj – Riprendiamoci tutto pt. 2 (da Riprendiamoci tutto)
- 2004 – Bat feat. Snake, Gioba, Mista, Supa, Jack, Gomez e Kuno – Barre pt. 4 (da Riprendiamoci tutto)
- 2004 – Porno – Come funziona (da Il senso)
- 2004 – Darkeemo – Hoka Hey (da Hoka Hey)
- 2004 – Ape – Trailer (da Venticinque)
- 2004 – Ape feat. Tuno – Primi passi (da Venticinque)
- 2004 – Ape – Gli occhi di chi mi ha cresciuto (da Venticinque)
- 2004 – Zampa – Intro (da Lupo solitario)
- 2004 – Zampa feat. Mista – Questo fuoco (da Lupo solitario)
- 2004 – Zampa – La mia via (da Lupo solitario)
- 2004 – Zampa – Mi basta molto poco (da Lupo solitario)
- 2004 – Zampa – Ciao (da Lupo solitario)
- 2004 – Vacca – Mr. Cartoon (da VH)
- 2004 – Vacca feat. Jake La Furia – V.I.P.I.M.P. (da VH)
- 2004 – Vacca feat. Jack the Smoker – Disgustibus (da VH)
- 2004 – Snake – Balle di fuoco (da Il dittatore dello stato libero di Banhanas)
- 2005 – Principe feat. Esa aka El Presidente e DJ Double S – Il suono del sottosuolo (da Credo)
- 2005 – Principe feat. Armen Konrad – Fin qui tutto bene (da Credo)
- 2005 – Principe feat. ATPC, Duplici, Funk Famiglia & Tsu – Oh No! (da Credo)
- 2005 – Kayl feat. Kuno e Bat – Veneri (da Luther Blissett)
- 2005 – Kayl – Istantanee già viste (da Luther Blissett)
- 2005 – Gli inquilini – Antirapper pt. 3 (da Il mondo nuovo)
- 2005 – Gli inquilini – Terza guerra mondiale (da Il mondo nuovo)
- 2005 – Chief feat. Afu-ra – Seven
- 2005 – ATPC feat. Double S – Fire Remix
- 2005 – La Crème – Tilt
- 2005 – DJ Enzo – Take It Easy (da Life Stories)
- 2006 – Amir – Quando chiudo gli occhi (da Uomo di prestigio)
- 2006 – Palla & Lana – Tour de force (da Applausi)
- 2007 – Space One – Non c'è regola (da Il ritorno)
- 2007 – Space One – Permette? (da Il ritorno)
- 2007 – Space One – Ci vediamo presto (da Il ritorno)
- 2007 – Colle der Fomento – Fratello dove sei? (da Anima e ghiaccio)
- 2007 – Kaos – La zona morta (da Karma)
- 2007 – DJ Enzo – Quando il tipo (da Vuoti a perdere)
- 2013 – Clementino – Che hit (da Mea culpa)
- 2013 – Noyz Narcos feat. Nex Cassel – Dope Boys (da Monster)
- 2014 – Rocco Hunt feat. Nitro, Gemitaiz e MadMan – The Show (da 'A verità)
- 2014 – Gemitaiz e MadMan feat. Clementino – Drama (da Kepler)
- 2014 – Salmo, Coez, Jack the Smoker e Mondo Marcio – Non esco mai (da Machete Mixtape III)
- 2016 – Rocco Hunt – Wake Up (da SignorHunt: Wake Up Edition)
- 2016 – Jack the Smoker – Jack uccide (da Jack uccide)
- 2016 – The Kolors feat. Elisa – Realize
- 2016 – Annalisa – Le coincidenze (da Se avessi un cuore)
- 2016 – Izi – Chic (da Fenice)
- 2016 – Marracash & Guè – Cosa mia (da Santeria)
- 2017 – Ghemon – Mezzanotte (da Mezzanotte)
- 2017 – Guè – Non ci sei tu (da Gentleman)
- 2017 – Fabri Fibra feat. Thegiornalisti – Pamplona
- 2018 – Lorenzo Fragola – Battaglia navale (da Bengala)
- 2018 – Lorenzo Fragola feat. Mecna – Cemento (da Bengala)
- 2018 – Zibba feat. Elodie – Quando stiamo bene (da Le cose)
- 2018 – Elodie, Michele Bravi e Guè – Nero Bali (da This Is Elodie)
- 2019 – Salmo – Ho paura di uscire 2 (da Machete Mixtape 4)
- 2021 – Venerus – Magica musica
- 2021 – Rkomi feat. Ernia – 10 ragazze (da Taxi Driver)
- 2021 – Chiello – Golfo Paradiso (da Oceano Paradiso)
- 2021 – Marco Mengoni – Cambia un uomo (da Materia (Terra))
- 2021 – Joan Thiele – Cinema (da Atto I - Memoria del futuro
- 2021 – Joan Thiele – Sotto la pelle (da Atto III - L'errore
- 2021 – Salmo, Guè – Yhwh (da Flop)
- 2022 – Elisa – Litoranea (da Ritorno al futuro/Back to the Future)
- 2022 – Joan Thiele – Atti